# Игроки (комедия)
«Игроки́» — комедия Николая Гоголя, завершённая и опубликованная в 1842 году. Считается незаконченной, хотя завязка, развязка, все перипетии сюжета прочерчены и выстроены.

## История создания
Комедия была впервые напечатана в издании «Сочинения Николая Гоголя», 1842 года, том четвёртый, в разделе «Драматические отрывки и отдельные сцены». Весь раздел датировался самим Гоголем периодом с 1832 по 1837 г. Окончательная обработка «Игроков» относится к 1842 г., но начата была пьеса определённо раньше.
Посылая её Прокоповичу, Гоголь писал 29 августа 1842 из Германии:
Посылаемую ныне пиесу „Игроки“ всилу собрал. Черновые листы так были уже давно и неразборчиво написаны, что дали мне работу страшную разбирать
Эту первоначальную рукопись «Игроков» Н. С. Тихонравов относил к периоду петербургской жизни Гоголя до 1836 г.

## Сюжет
Действие происходит на протяжении одного дня в трактире провинциального города. В трактир заселяется Ихарев, карточный игрок и шулер, недавно выигравший восемьдесят тысяч. Про это узнают трое приятелей-шулеров, также проживающих в трактире и давно мечтающих обыграть кого-нибудь на крупную сумму: Швохнев, Кругель и Утешительный. Они знакомятся с Ихаревым и признаются ему, что сами они такие же шулера, как и он, и предлагают ему войти в их компанию. Ихарев с радостью соглашается. 
Тем временем трое друзей сообщают Ихареву, что в трактире проживает помещик Глов, который заложил своё имение из-за свадьбы дочери и должен вот-вот получить за него двести тысяч. Они приглашают Глова к себе и расспрашивают его, однако тот сообщает, что уезжает домой, а дожидаться денег оставляет сына Александра. После отъезда Глова-старшего компания приглашает Александра, который мечтает стать гусаром, и убеждает его, что настоящий гусар должен быть картёжником. Глов-младший проигрывает компании двести тысяч и оставляет им вексель на эти деньги. 
Позже в трактир приходит чиновник Замухрышкин, разыскивающий Глова. Он говорит, что деньги можно будет получить не ранее чем через две недели. Когда чиновник уходит, Утешительный делает вид, что бежит за ним, чтобы предложить ему взятку за скорейшее рассмотрение дела. Затем Швохнев, Кругель и Утешительный рассказывают Ихареву, что им нужно срочно ехать в Нижний Новгород, куда, по их сведениям, как раз приезжают люди с деньгами, которых можно обыграть. Они предлагают Ихареву, который никуда не спешит, отдать им восемьдесят тысяч, взяв взамен вексель от Глова на двести тысяч. Ихарев соглашается и радуется своему обогащению. Внезапно появляется Глов-младший, который сообщает, что ни он, ни Глов-старший, ни Замухрышкин не были теми, за кого себя выдавали, а были подставными лицами, нанятыми троицей. Между тем, обманув всех, трое шулеров уезжают из города. Ихарев произносит возмущённую речь о том, что кругом одни плуты и мошенники.

## Действующие лица
- Ихарев
- Пётр Петрович Швохнев
- Полковник Кругель
- Степан Иванович Утешительный
- Михал Александрович Глов, подставной помещик
- Александр Михайлович Глов, подставной сын Глова
- Псой Стахич Замухрышкин, подставной чиновник из приказа
- Гаврюшка, слуга Ихарева
- Алексей, трактирный слуга

## Театральные постановки

### Первая постановка
- 5 февраля 1843 — Малый театр, в ролях М. С. Щепкин (Утешительный), П. М. Садовский (Замухрышкин)
- 26 апреля 1843 — Александринский театр, в ролях А.Е. Мартынов (Ихарев), Н.В. Самойлов (Швохнев), И.И. Сосницкий (Утешительный)

### Постановки
- 1992 — «Gamblers», Театр «Трайсекл», Лондон, реж. Далия Ибелгауптайте. В ролях: О. Меньшиков (Ихарев)и др. — пресса
- 1992 — «Игроки-XXI», Московский художественный театр им. А. П. Чехова, реж. Сергей Юрский.
- 2001 — «Театральное товарищество 814», режиссёр Олег Меньшиков. В ролях: О. Меньшиков (Утешительный), В. Сухоруков (Глов-старший) и др. — пресса
- 2001 — Новосибирский академический молодёжный театр «Глобус», режиссёр А. Галибин
- 2005 — Академический русский театр драмы имени Георгия Константинова, режиссёр Д. Репьёв
- 2005 — Новокузнецкий драматический театр
- 2007 — Студия театрального искусства, Москва, реж. Сергей Женовач — пресса
- 2007 — Московский театр «Около дома Станиславского», Алексей Левинский — пресса
- 2007 — Санкт-Петербургский академический театр комедии имени Н. П. Акимова, режиссёр Татьяна Казакова
- 2009 — Казанский государственный театр юного зрителя, реж. Владимир Чигишев
- 2012 — Харьковский драматический театр «Т», реж. Светлана Бунзяк. В ролях: Д. Обедников.
- 2013 — Воронежский Камерный театр, реж. Михаил Бычков.
- 2015 — «IGQKI», проект Александра Кузнецова, Театральный центр СТД РФ «На Страстном»
- 2017 — Севастопольский Драматический Театр имени Б.А.Лавренева
- 2017 - «Игроки», Московский «Театр на Юго- Западе» реж. Олег Анищенко

- 2018 — IGROKI Днепропетровский академический молодежный театр реж. Павел Гатилов
- 2019 - Игроки, Усть-Илимский театр драмы и комедии, режиссер-постановщик Елена Журавлева
- 2020 - Санкт-Петербургский театр Комедии имени Н.П. Акимова, реж. Татьяна Казакова
- 2021 - Амурский областной театр драмы, реж. Денис Малютин
- 2022 - Костромской камерный драматический театр им. Б.И Голодницкого
- 2022 - Национальный академический драматический театр имени Якуба Коласа, реж. Андрей Жигур (спектакль "Утончённый обман")
- 2023 - Драматический театр имени Виктора Савина г. Сыктывкар
- 2023 - Драматический театр имени Н. В. Гоголя. "Игроки. Иллюзия". режиссёр - постановщик Антон Яковлев
- 2023 - Театр музыкально-пластической драмы "Преображение", реж. Алексей Пятаков
- 2025 - Лаборатория современного театра (г. Смоленск), реж. Александр Иванов

## Экранизации
- 1950 — Игроки (фр. Les Joueurs) — французский телефильм Клод Барма с Луи де Фюнесом в роли Швохнева
- 1978 — Игроки — телефильм Романа Виктюка. В ролях: Александр Калягин (Ихарев), Валентин Гафт (Утешительный), Леонид Марков (Швохнев), Александр Лазарев (Кругель), Владимир Кашпур (Гаврюшка, слуга Ихарева), Борис Иванов (Михайло Александрович Глов), Вячеслав Захаров (Александр Михалыч Глов), Борис Дьяченко (Алексей, трактирный слуга), Николай Пастухов (Псой Стахич Замухрышкин, чиновник из приказа), Маргарита Терехова (Аделаида Ивановна)
- 1992 — «Игроки XXI», телеверсия спектакля Сергея Юрского.
- 2005 — «Игроки», экранная версия спектакля Олега Меньшикова. Режиссёр — Пётр Шепотинник, оператор — Денис Аларкон
- 2007 — «Русская игра», фильм Павла Чухрая, по мотивам пьесы Н. В. Гоголя

## Опера
Композитор Дмитрий Шостакович в 1941 и 1942 гг. работал над одноимённой оперой на текст Гоголя. Шостакович оставил оперу незавершённой, но впоследствии композитор и будущий биограф Шостаковича Кшиштоф Мейер завершил её.